# Постійнострумна плазма
Постійнострумна плазма (рос. постояннотоковая плазма, англ. direct current plasma) — частково йонізований газ, що складається з молекулярних частинок різного типу: електронів, атомів, йонів, молекул, в цілому — нейтральний, існує, коли в систему (до електродів) постійно підводиться енергія у вигляді поля постійного електричного струму.
Використовується в атомній емісійній спектрометрії.